# Bataille de Mortagne (1794)
Pour les articles homonymes, voir Bataille de Mortagne.
Guerre de Vendée
La bataille de Mortagne, qui a eu lieu du 23 au 25 mars 1794, est une bataille de la guerre de Vendée. Le 24 mars, après l'anéantissement la veille d'un détachement de la garnison, la ville est attaquée par les Vendéens. Les Républicains résistent le premier jour mais ils évacuent les lieux le lendemain avec la population et sont harcelés par des groupes de combattants jusqu'à Nantes.

## La bataille
Le 23 mars 1794, la garnison républicaine de Mortagne, forte de 412 hommes, dont 150 habitants armés, est attaquée par  les Vendéens estimés au nombre de 5 000 hommes par les patriotes.
Le 23 mars, un détachement, commandé par le capitaine Kepher, fort de 147 hommes, tombe dans une embuscade à une lieue de la ville, sur la route de La Verrie, seuls 8 hommes, tous blessés, parviennent à regagner la ville.
Celle-ci est attaquée le lendemain par les forces réunies des généraux Stofflet, Sapinaud et Marigny. La ville disposant de remparts, les Républicains opposent une bonne résistance et repoussent leurs adversaires, ils ont 1 mort et 12 blessés et estiment les pertes des Vendéens à 200 morts ou blessés.
Cependant, se trouvant dans une situation délicate, les Républicains évacuent la ville avec la population le 25 mars, à deux heures du matin pour regagner Nantes. Ils doivent encore combattre dans les ruines de Clisson et du Pallet où ils ont un blessé.
Toutefois, le gros des forces vendéennes ne se lance pas à la poursuite des républicains en fuite. Une fois maîtres de la place, les Vendéens fêtent leur victoire et s'enivrent, volontairement ou par accident, ils mettent le feu à la ville, puis se retirent.
Les réfugiés républicains arrivent Nantes après 26 heures de marche, ils accusent les généraux de les avoir abandonnés. Cette affaire porte un certain discrédit au plan de Turreau. Le général Cordellier est également accusé car sa colonne se trouvant à proximité, il avait dû entendre la fusillade, mais n'était pas intervenu.